# Château de Jaurias
Le château de Jaurias  est situé sur la commune de Gout-Rossignol dans le département de la Dordogne en France.

## Historique
Le château de Jaurias a été construit en 1760 par Léonard Aubin, écuyer, sieur du Tranchard, conseiller-secrétaire du roi, peu de temps avant sa mort. 
Son fils Denis-François, ancien mousquetaire, ayant émigré à la Révolution, il sera vendu comme bien national.
Il sera ensuite racheté avec d'autres biens de la famille, par sa femme "la citoyenne Tessières" (Charlotte de Tessières de Miremont) pour la somme considérable de 200,000 livres.
Au XIXe siècle, il a été fortement remanié par François Aubin de Jaurias, industriel et petit-fils de la précédente.
Ce dernier fera ouvrir la cour sur un parc, construire une chapelle et un puits.
Il modernisera aussi l'intérieur notamment en faisant couler un escalier en ciment et installant des cheminées de marbre ainsi que des fenêtres à grand carreaux.
La propriété, privée est toujours entre les mains de descendants en ligne féminine de la famille Aubin de Jaurias.
Selon Gustave Chaix d'Est-Ange la famille Aubin de Jaurias semble avoir été anoblie ou s'être agrégée à la noblesse au cours du XVIIIe siècle mais cette opinion n'est pas consensuelle puisque cette famille ne figure pas dans les ouvrages contemporains relatifs à la noblesse française.